# Джамахірія
Джамахірі́я або джамагірія (араб. جماهيرية) — форма державного правління, відмінна від монархії й республіки, обґрунтована в Третій Всесвітній Теорії Муаммара Каддафі та викладена в першій частині Зеленої книги.

## Опис
Слово «джамахірія» — новотвір, утворений шляхом заміни в корені слова «джумхурія» (республіка) однини «джумхур» (народ) на множину «джамахір» (маси). С. Гафуров вказував: "Цікаво відзначити, що семантика слова «джамахірия» пов'язана з поняттями, які Кропоткін вважав ранніми видами анархізму. Наприклад, він зазначав, що український історик Костомаров використовував поняття «народоправство», що цілком може бути вдалим перекладом арабського слова «джамахірія».
Лівія була проголошена джамахірією 2 березня 1977 року. Лівійська Джамахірія була повалена 21 жовтня 2011 року після вбивства її творця Муаммара Каддафі (хоча Лівія продовжувала офіційно іменуватися Джамахірією до 9 січня 2013 року).
У Джамахірії звичні інститути влади скасовувалися. Повсюди формувалися народні комітети та народні конгреси. Держава поділялася на безліч комун (громад), що були самоврядними малими державами в державі та володіли всією повнотою влади у своєму окрузі, включно із розподілом бюджетних грошей. Управління комуною здійснюється первинним народним конгресом. У народний конгрес входили всі члени комуни (тобто жителі комуни). Кожна людина мала право висловити свою думку на засіданні народного комітету. Кожен брав участь в ухваленні рішень і реалізації влади. Держава була федерацією комун. Кожен первинний народний конгрес обирав своїх представників у міській народний комітет і Загальний народний конгрес.
В управлінні Великою Соціалістичною Народною Лівійською Арабською Джамахірією брало участь все доросле населення країни, об'єднане в первинні (основні) народні конгреси. Народні конгреси обирали свої виконавчі органи (народні комітети), члени яких ставали послами народних конгресів провінцій.
Загальний народний конгрес (ЗНК), вищий законодавчий орган Соціалістичної Народної Лівійської Арабської Джамахірії, міг вносити до порядку денного лише питання, обговорені первинними народними конгресами. ЗНК був уповноважений обирати свій постійний виконавчий орган — Генеральний секретаріат, утворювати Вищий Народний Комітет (уряд).
У 1988 році Загальним народним конгресом була прийнята Велика зелена хартія прав людини доби Джамахірії.
У системі Джамахірії була відсутня низка звичних для інших країн політичних інститутів. Однією з її особливостей була формальна заборона на діяльність взагалі будь-яких політичних партій, у країні була відсутня конституція.
Державний устрій Джамахірії зроблений під впливом різних теорій ісламського соціалізму, і правова галузь країни була частково ісламізована. У 1972 році в країні були введені такі норми шаріату, як закят, заборона на лихварство та покарання у вигляді відрубування руки або ноги за розбій або крадіжку. У 1977 році Коран було оголошено «законом суспільства».
Одним із пізніших досліджень став початок заміни звичайного війська та поліції в 1988 році на «озброєний народ» і «народну міліцію». У 1989 році скасовано колишні військові звання, в 1990 році утворена добровольча «Гвардія Джамахірії». Однак на ділі було зроблено зміни в утворенні рівнобіжних звичайному війську силових утворень.

## Критика
Ідеологія Джамахірії близька до анархо-комуністичних думок Кропоткіна. Однак у лівійській державі поруч із сектором Джамахірії існував також і «революційний сектор», утворений одночасно з установою Джамахірії в 1977—1979 роках з метою «поділу революції й держави», який мав «спонукати» органи сектору Джамахірії до «здійснення народовладдя» і «підіймати загальний рівень свідомості та відданості революції».
На відміну від народних конгресів, «революційний сектор» був представлений новообраними особами, котрі призначаються згори. «Революційні комітети» («ревкоми») в окремих місцевостях, військових частинах, навчальних закладах тощо управляли відповідними місцевими органами сектору Джамахірії, виконуючи каральні вироки за допомогою власних напіввійськових утворень («шок-груп» ревкомів, «гвардії Джамахірії», «військ відсічі»). Крім інших завдань, ревкоми займалися наглядом за громадською думкою й стеженням, до цього було залучено від 10 до 20 % населення Лівії.
Ревкоми на місцях підпорядковувалися своєму Центральному комітету, що управлявся «Революційним керівництвом» на чолі з Провідником Революції Муаммаром Каддафі. Влада в країні належала нібито народу, проте насправді державою управляли новообрані ревкоми, а сам Муаммар Каддафі мав цілковиту владу. Як Провідник Революції, Муаммар Каддафі ніким не обирався та ні перед ким не звітував. У цілому головним у державі було «Революційне Керівництво».
Вибори в Загальний народний конгрес керувалися ревкомом; крім того, ЗНК не мав права виконувати законодавчу владу й був зобов'язаний лише обговорювати пропозиції, висунуті підрядними народними конгресами під наглядом ревкомів. Крім того, Провідник Революції мав право накласти заборону на рішення ЗНК. Загальний народний конгрес був уповноважений утворювати Вищий Народний Комітет (уряд) також тільки за поданням «Революційного керівництва».
Хоча в Лівії були заборонені будь-які політичні партії, насправді «революційний сектор» виконував обов'язки керівної партії в однопартійних системах.